# 공주 월성산 봉수대
월성산 봉수대는 대한민국 충청남도 공주시 소학동에 있다. 1997년 6월 5일 공주시의 향토문화유적 제15호로 지정되었다.